# Oranje Nassaulaan (Amsterdam)
De Oranje Nassaulaan is een straat in Amsterdam in de wijk Oud-Zuid. Het is de langste straat in de villabuurt Willemsparkbuurt-Noord (ook bekend als het Lanenkwartier), nabij het Vondelpark.
De straat begint aan de Koningslaan, loopt langs het Emmaplein en gaat via brug 136, de Anna Paulownabrug, over de bij het Vondelpark behorende Willemsparkvijver en eindigt op de Amstelveenseweg.
De straat is in 1902 door de gemeenteraad van Amsterdam vernoemd naar het Nederlandse vorstenhuis Oranje-Nassau.
Aan de straat liggen enkele rijksmonumenten:
- woonhuis, Emmaplein 2 (verbonden met Emmalaan 10 en 8)
- villa, Oranje Nassaulaan 26 (met een eveneens beschermd tuinhuis)
- villa, Oranje Nassaulaan 63

en één gemeentelijk monument:
- woonhuis, Oranje Nassaulaan 18-20.[2]

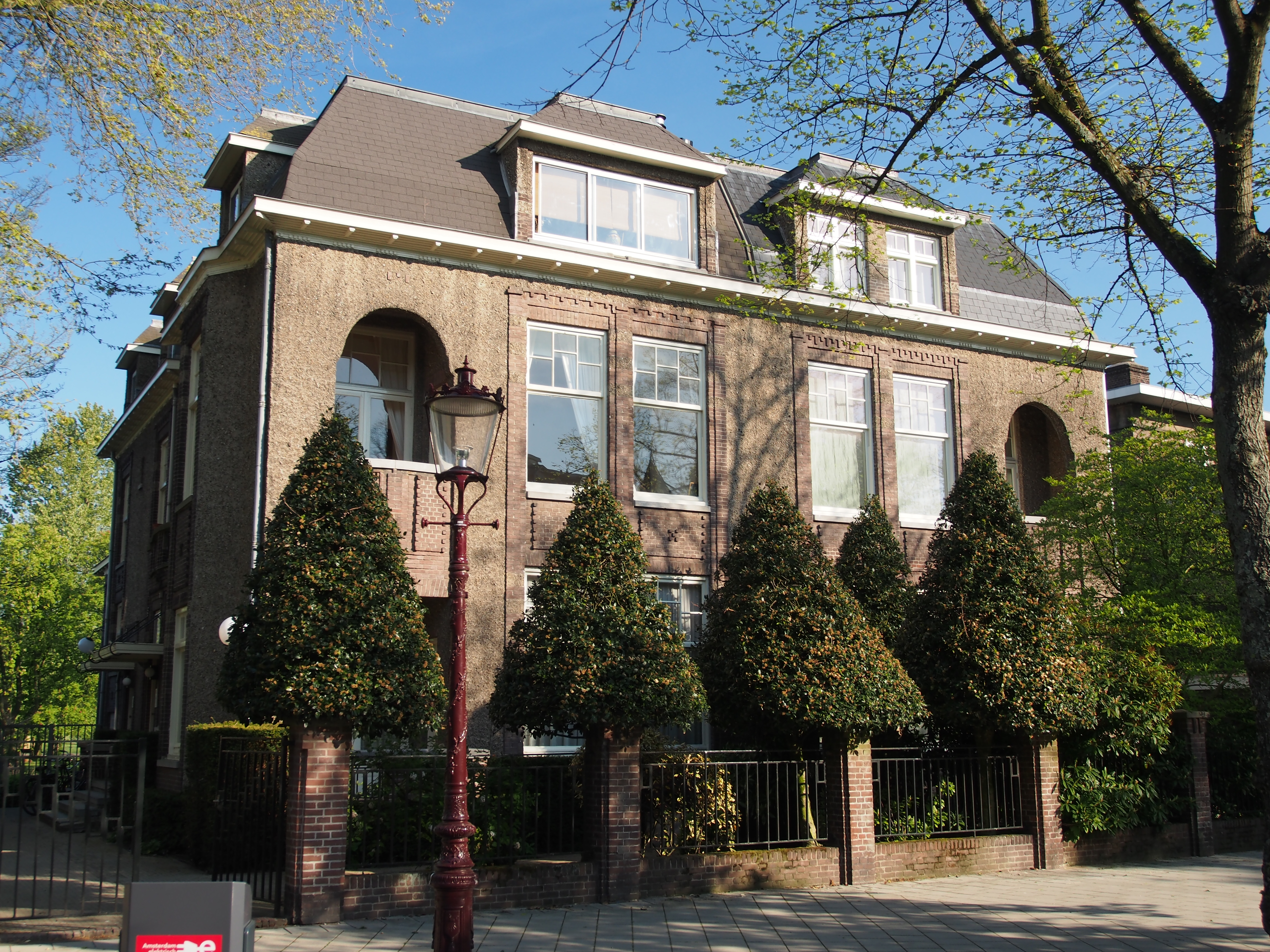
Woonhuis op nr 18-20
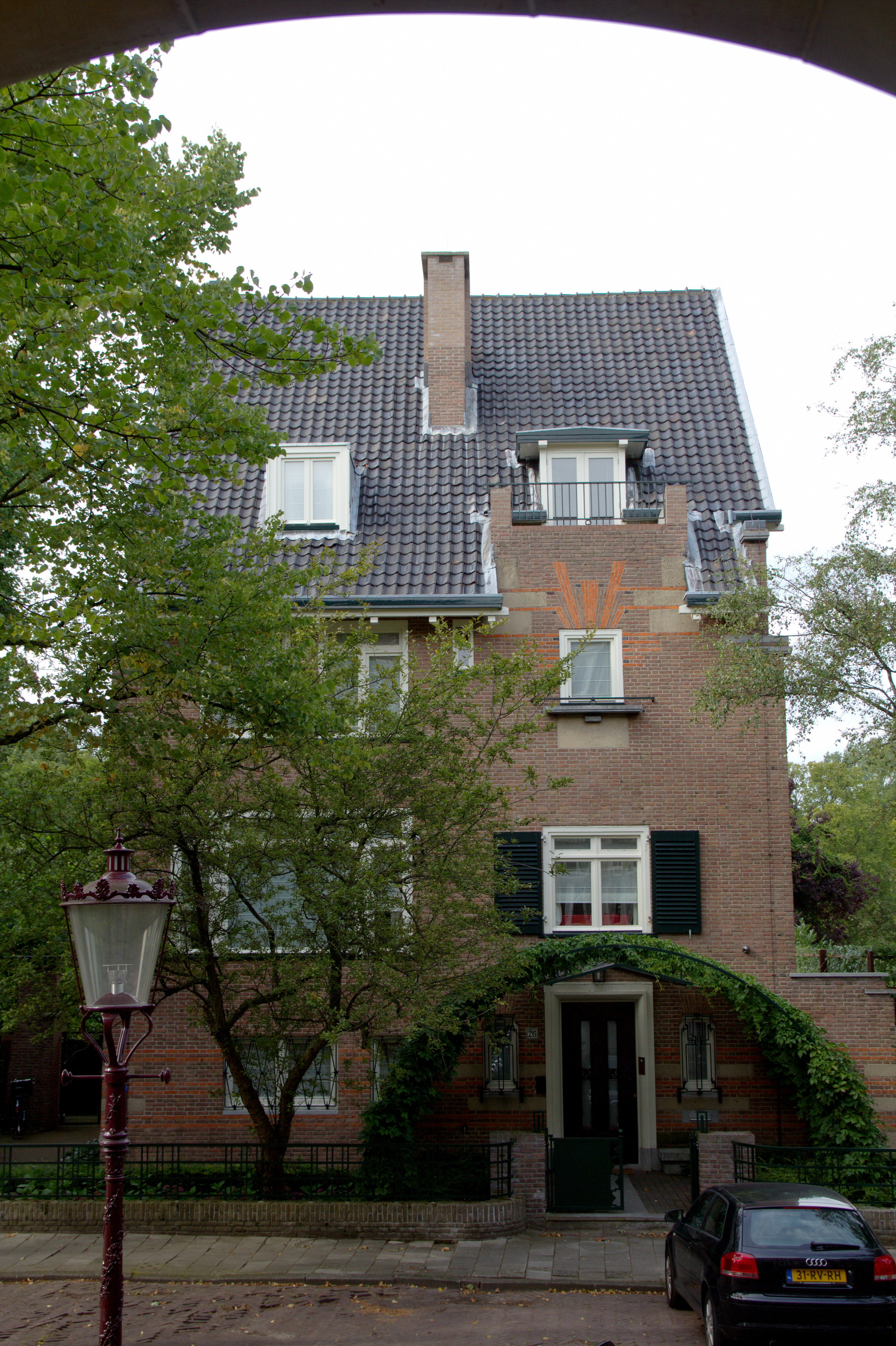
Villa op 26